# José Francisco Trindade Coelho
José Francisco Trindade Coelho (Mogadouro, Mogadouro, 18 de junho de 1861 — Lisboa, 9 de Junho de 1908) foi um escritor, magistrado e político português.

## Biografia
Bacharel em Direito pela Faculdade de Direito da Universidade de Coimbra, exerceu as funções de Delegado do Ministério Público na Comarca do Sabugal e, depois, na de Lisboa.
Escritor de grande mérito, deixou publicadas obras de Direito, Política, contos, memórias, manuais de ensino, etc.
Republicano, teve papel de relevo na obra de demolição da Monarquia.
Foi iniciado na Maçonaria em data desconhecida de 1906, por comunicação, e filiado na Loja Solidariedade, de Lisboa, afecta ao Grande Oriente Lusitano Unido, com o nome simbólico de "Renovador".
A sua obra reflecte a infância passada em Trás-os-Montes e Alto Douro, num ambiente normal que ele fielmente retrata, embora sem intuitos moralizantes. O seu estilo natural, a simplicidade e candura de alguns dos seus personagens, fazem de Trindade Coelho um dos mestres do conto rústico português. Dedicou-se a uma intensa actividade pedagógica, na senda de João de Deus, tentando elucidar o cidadão português para a democracia.
Encontra-se colaboração da sua autoria nas revista "A Leitura"  (1894-1896) e no semanário "Branco e Negro" (1896-1898).
Tem uma biblioteca com o seu nome em Mogadouro.
Foi pai de Henrique Trindade Coelho. Suicidou-se.

## Obras publicadas
- Os Meus Amores (1891) - contos
- O ABC do Povo (1902)
- A Minha Candidatura por Mogadouro (1901)
- Cartilha do Povo (1901)
- In Illo Tempore (1902) - memórias
- O Primeiro Livro de Leitura (1903)
- Pão Nosso (1904),Aillaud & Co,Editores, Paris-Lisboa
- Segundo Livro de Leitura (1904)
- Terceiro Livro de Leitura (1905)
- Manual Político do Cidadão Português (1906, 1908) - Política
- Autobiografia e Cartas (1910) - obra póstuma
- O Senhor Sete (1961) - obra póstuma
- Gente do século XIX (1987) - obra póstuma
- O Desajeitado (2001) - obra póstuma